# Balti (cântăreț)
Mohamed Salah Balti (în arabă: محمد صلاح بلطي n. 10 aprilie 1980, Tunis, Tunisia) este un compozitor, artist, rapper și producător de muzică tunisian.

## Biografie
Și-a început cariera alături de grupul muzical Wled Bled. În 2002, devine cunoscut publicului din Tunisia prin lansarea unui album neoficial, în colaborare cu DJ Danjer.
Din 2004 până în 2009, a participat la mai multe concerte în Tunisia, însă a avut câteva prestații deosebite și în Europa, alături de artiști precum Rohff, Tandem, FactorX, Sinik, Cheb Slim, Diam's, Methodman sau Redman.
În 2017, acesta lansează piesa „Ya Lili”, alături de Hammouda, un tânăr tunisian necunoscut lumii. Materialul video publicat pe platforma YouTube a strâns un număr record de vizualizări atât la nivel național, cât și în întreaga Lume Arabă, de pe urmă căruia artistul a căpătat notorietate în regiune.

## Discografie

### Melodii
- 2005: „Harka” (cu Mastaziano)
- 2008: „Mamma”
- 2008: „Alamat Essaa”
- 2009: „Chneya dhanbi”
- 2010: „Passe partout”
- 2010: „Layem”
- 2011: „Mouwaten Karim”
- 2011: „Ici ou là-bas” (cu Mister You)
- 2011: „Akadhib”
- 2011: „Jey mel rif lel assima”
- 2012: „Stop violence” (directed by Malek Ben Gaied Hassine)
- 2012: „Yatim” (directed by Borhen Ben Hassouna)
- 2012: „Meskina”
- 2012: „Témoin suicide” (directed by Malek Ben Gaied Hassine)
- 2014: „Kill Somebody” (directed by Malek Ben Gaied Hassine)
- 2014: „Douza Douza” (cu Zied Nigro)
- 2015: „Chafouni Zawali” (cu Akram Mag)
- 2015: „Stagoutay”
- 2015: „Sahara”
- 2015: „Galouli Matji” (cu Zina El Gasrinia)
- 2015: „Mama j'suis là” (cu DJ Meyz & Tunisiano)
- 2015: „Skerti Rawhi”
- 2015: „Houma Theb Etoub”
- 2016: „Hala Mala”
- 2016: „Erakh lé” (cu Mister You)
- 2016: „Désolé” (cu Walid Tounssi)
- 2016: „Harba”
- 2016: „Clandestino” (cu Master Sina)
- 2017: „Wala Lela”
- 2017: „Maztoula”
- 2017: „Khaliha ala rabi”
- 2017: „Law Le3ebti Ya Zahr” (with Zaza[necesită dezambiguizare])
- 2017: „Ya Lili” (with Hamouda)
- 2018: „Khalini Nrou9”
- 2019: „Maghrébins” (with Mister You)
- 2019: „Bouhali”
- 2019: „Denia” (with Hamouda)
- 2019: „Haha”
- 2019: „Filamen”
- 2020: „Valise”
- 2020: „Oulala”
- 2020: „Mawal”
- 2021: „Ya Hasra”
- 2021: „7elma”
- 2021: „Ena”